# Fantassin (contre-torpilleur)
Pour les articles homonymes, voir Fantassin.
Le Fantassin est l’un des quatre contre-torpilleurs de classe Chasseur construits pour la marine française dans la première décennie du XXe siècle. Pendant la Première Guerre mondiale, il a dû être sabordé par un autre navire français après avoir été gravement endommagé lors d’une collision en 1915.

## Conception
La conception de la classe Chasseur était basée sur la précédente classe de contre-torpilleurs (classe Spahi) mais un système de propulsion à turbines à vapeur plutôt que le système mixte alternatif et à turbine des navires précédents. Le Fantassin avait une longueur entre perpendiculaires de 68,95 mètres, une largeur de 6,55 mètres et un tirant d'eau de 3,1 mètres. Conçu pour un déplacement de 450 tonnes à charge normale, le navire déplaçait 460 tonnes, et 560 tonnes à pleine charge. Son équipage comptait trois officiers et 65 hommes du rang.
Les navires de la classe Chasseur étaient propulsés par trois turbines à vapeur à entraînement direct Parsons, chacune entraînant un arbre d'hélice à l’aide de la vapeur fournie par quatre chaudières Normand. Les moteurs ont été conçus pour produire 8600 chevaux (6400 kW) et une vitesse de 28 nœuds (52 km/h). Le Fantassin a facilement dépassé cette vitesse lors de ses essais en mer, dépassant légèrement les 30 nœuds (56 km/h). Le Fantassin transportait suffisamment de mazout pour lui donner une autonomie de 1520 milles marins (2820 km) à une vitesse de croisière de 10 nœuds (19 km/h).
L’armement principal des navires de la classe Chasseur consistait en six canons de 65 millimètres modèle 1902 en affûts simples, un à l’avant et un à l’arrière des superstructures, les autres étaient répartis au milieu du navire. Ils étaient également équipés de trois tubes lance-torpilles de 450 millimètres. L’un d’eux était dans un affût fixe à l’avant et les deux autres étaient sur des affûts rotatifs simples au milieu du navire.

## Carrière
Le Fantassin a été commandé aux Forges et chantiers de la Méditerranée le 30 octobre 1907 et a été mis en chantier plus tard cette année-là au chantier naval du Havre-Graville. Il a été lancé le 17 juin 1909, a commencé ses essais en mer en avril 1910 et a été achevé en juin 1911. Le navire était initialement affecté à la 1ère escadrille de torpilleurs de la 1ère flotte en Méditerranée le 9 septembre 1910, mais il a été transféré à la 2e flottille de contre-torpilleurs le 18 novembre alors qu’il était encore en cours de construction. Avec ses trois navires-jumeaux, le Chasseur, le Cavalier et le Janissaire, il devait participer à une grande revue navale devant le président de la république française Armand Fallières au large de Toulon le 2 septembre 1911, après les manœuvres annuelles de la flotte. Le Fantassin est transféré à la 3e flottille de destroyers de la 1ère armée navale le 14 mars 1913.
Lorsque la Première Guerre mondiale éclate en août 1914, le vice-amiral Augustin Boué de Lapeyrère, commandant de la 1ère armée navale, est chargé d’empêcher la marine austro-hongroise de quitter la mer Adriatique et de briser son blocus d’Antivari (aujourd’hui connu sous le nom de Bar). Sa première étape fut de mener un nettoyage du sud de l’Adriatique et de dégager les approches d’Antivari. Au cours des phases préliminaires de la bataille d'Antivari le 16 août, les 1ère, 4e et 5e flottilles de contre-torpilleurs sont chargées d’escorter le gros de la 1ère armée navale tandis que les 2e, 3e et 6e flottilles escortent les croiseurs cuirassés de la 2e escadre légère et deux croiseurs britanniques. Après avoir réuni les deux groupes et repéré le croiseur protégé austro-hongrois SMS Zenta et le destroyer SMS Ulan, les contre-torpilleurs français ne jouèrent aucun rôle dans le naufrage du croiseur, bien que la 4e flottille ait été envoyée à la poursuite infructueuse du Ulan. Le lendemain, le Fantassin est entré en collision avec son navire jumeau le Cavalier.
Après avoir brisé le blocus austro-hongrois d’Antivari, le commandant de la 1ère armée navale décida de transporter des troupes et des fournitures jusqu’au port, escorté par la 2e escadrille légère et les 1re et 6e flottilles de contre-torpilleurs pendant que le reste de la 1ère armée navale bombardait le 1er septembre la base navale austro-hongroise de Cattaro, au Monténégro. Quatre jours plus tard, la flotte assure l’évacuation de Danilo, prince héritier du Monténégro, vers l’île grecque de Corfou. La flottille escorte plusieurs petits convois chargés de fournitures et d’équipements jusqu’à Antivari, à partir d’octobre et jusqu’à la fin de l’année, toujours couverts par les plus grands navires de l’armée navale dans des tentatives futiles d’attirer la flotte austro-hongroise dans la bataille.
Le torpillage du cuirassé français Jean Bart le 21 décembre provoque un changement de tactique française, car les cuirassés sont trop importants pour risquer de les exposer à une attaque sous-marine. Désormais, seuls les contre-torpilleurs escorteraient les transports. Le 26 mars 1915, le cuirassé pré-dreadnought Gaulois, gravement endommagé, a appelé à l’aide par radio alors qu’il avait une voie d'eau dans une tempête au large des côtes de Grèce. Le Fantassin, son navire jumeau Cavalier, le contre-torpilleur Bouclier  et le croiseur cuirassé Jules Ferry répondirent, mais ne purent apporter d’aide en raison du mauvais temps.
Après que l’Italie ait signé le pacte de Londres et déclaré la guerre à l’Empire austro-hongrois le 23 mai 1915, Boué de Lapeyrère réorganisa ses forces à la fin du mois de juin pour couvrir les approches de l’Adriatique et en interdire l’accès à la marine marchande des puissances centrales, car la Marine royale italienne (Regia Marina) avait désormais la responsabilité principale de l’Adriatique elle-même. Sa zone de responsabilité s’étendait de la Sardaigne à la Crète. Il la divisa en deux zones avec la 1ère escadre légère affectée à la zone ouest et la 2e escadre légère à l’est. Les contre-torpilleurs de la 1ère armée navale qui n’étaient pas affectés en renfort des Italiens ont été transférés aux 1ère et 2e flottilles de l’armée navale nouvellement formées. Les 1ère et 3e flottilles de contre-torpilleurs sont affectées à la 2e flottille de l’armée navale, qui est chargée de soutenir les croiseurs de la 2e division légère.
Le Fantassin a été gravement endommagé lorsque le contre-torpilleur français Mameluck l’a accidentellement éperonné dans la mer Ionienne à 02 h 30 le 5 juin 1916, alors que les deux navires patrouillaient sur le barrage d'Otrante, à 26 km à l’ouest de l’île grecque d’Othoni. Les destroyers et les chalutiers à proximité sont allés au secours des deux navires et ont pu recueillir tout l’équipage du Fantassin sans perte humaine. Le contre-torpilleur s’est brisé en deux et a coulé à 9 h 00 alors qu’il était remorqué.